# Maison place du Général-André-Hartemann à Colmar
La maison place du Général-André-Hartemann à Colmar est un monument historique situé à Colmar, dans le département français du Haut-Rhin.

## Localisation
L'édifice est situé place du Général-André-Hartemann à Colmar, une autre entrée se trouve au 11, rue Pfeffel.

## Historique
L'année de sa construction, 1613, figure sur la porte de la maison.
Les façades et toitures font l'objet d'une inscription au titre des monuments historiques depuis le 18 juin 1929.